# Montillières-sur-Orne
Montillières-sur-Orne es una comuna francesa situada en el departamento de Calvados, en la región de Normandía. Fue constituida  el 1 de enero de 2019.

## Geografía
Está ubicada a 16 km al suroeste de Caen.

## Historia
La comuna nueva fue creada el 1 de enero de 2019, con la unión de las comunas de Goupillières y Trois-Monts.